# Schneider 2細胞
Schneider 2細胞 (縮寫為S2細胞) 是在科學研究上最常使用的黑腹果蠅（Drosophila melanogaster）細胞系之一。 S2細胞是由伊莫金·施耐德博士 (Dr. Imogene Schneider) 從20至24小時齡的黑腹果蠅胚胎中獲得的，可能來自巨噬細胞樣譜系。

## 培養
S2細胞可以在室溫下以半粘附性單層或懸濁液形式生長，並且可以在沒有血清的情況下生長。目前已經開發了幾種用於培養昆蟲細胞系的培養基，其中許多的培養基都適合培養S2細胞。有研究指出S2細胞在沒有血清的培養基中，可以增長到5.1×107細胞/ml，在普通的培養基中可以超過107細胞/ ml，例如施耐德博士在實驗中所使用的培養基。 S2細胞通常用於表達異源蛋白質 (heterelogous proteins) ，並且可應用於大規模的蛋白質生產。此外，可以簡單地一次用幾種質粒瞬時轉染細胞，從而研究蛋白質的相互作用。

## 外部連結
- Cellosaurus entry for Schneider 2（页面存档备份，存于）